# Rikomer
Rikomer ali Flavius Richomeres, rimski politik in vojaška osebnost frankovskega rodu, * 4. stoletje, † 393, Konstantinopel
V rimski vojski si je ustvaril kariero kot magister militum in konzul. Bil je stric generala Arbogasta. Verjetno ga je treba identificirati z Rikomerom, ki se je poročili z Askilo, katere sin Teodemer je pozneje postal kralj Frankov.

## Življenje
Okoli leta 377/378 je bil Rikomer domesticus cesarja Gracijana in je bil premeščen iz Galije v Trakijo, kjer je sodeloval v gotskih vojnah cesarja Valensa. V Adrianoplu je skušal prepričati Valensa, naj počaka na podporo Gracijana. Ko je gotski voditelj Fritigern zahteval talce, da bi zagotovil mir od Rimljanov, se je prostovoljno javil in zapustil rimsko taborišče, da bi druge talce varno pripeljal v Fritigernu, vendar so pred njegovim prihodom nekateri elementi obeh vojsk ušli izpod nadzora in se spopadli, kar je začelo znamenito bitka pri Adrianoplu. Rikomer je končal na bojišču v popolnem kaosu, a se je rešil z umikom in preživel; Valensova vojska pa je bila v veliki meri uničena. ;nogi častniki so padli, med njimi tudi sam Valens.
Okoli leta 383 je bil general vzhodnega dela cesarstva (magister militum per orientem), leta 384 pa je postal konzul.
Leta 388 ga je Teodozij I. poslal skupaj s svojim nečakom Arbogastom ter Promotom in Timazijem proti uzurpatorju Magnusu Maksimu, ki je bil poražen.
Od leta 388 do svoje smrti leta 393 je služil kot vrhovni poveljnik v vzhodnem delu cesarstva (comes et magister utriusque militiae). Rikomer se je zanimal za literaturo in je poznal retorike, kot sta Libanij in Avguštin. Svojemu nečaku Arbogastu je predstavil retorika Evgenija. Nekaj let pozneje je Arbogast prevzel oblast v zahodnih delih cesarstva. Po smrti Valentinijana II. je Arbogast povišal Evgenija za svojega cesarja, sam pa je ostal vodja in generalisimus. Leta 393 je Teodozij I. organiziral pohod proti Arbogastu, Rikomer pa je bil pozvan, da vodi konjenico proti svojemu nečaku. Na poti z vzhoda proti zahodu je umrl pred bitko. Arbogast je izgubil bitko in storil samomor.